# Katerina Angelaki-Rooke
Katerina Angelaki-Rooke (griechisch Κατερίνα Αγγελάκη-Ρουκ, * 22. Februar 1939 in Athen; † 21. Januar 2020 ebenda) war eine griechische Lyrikerin und Übersetzerin.

## Leben
Katerina Angelaki-Rooke studierte in Athen, Südfrankreich und in der Schweiz und war diplomierte Dolmetscherin für Englisch, Französisch und Russisch. Neben ihrem lyrischen Schaffen schrieb sie zahlreiche Artikel und Essays über die griechische Dichtung und fertigte Lyrikübertragungen an. Sie gab darüber hinaus international Lesungen und hielt Vorträge unter anderem an Universitäten in Harvard, Cornell und Princeton. Auf Griechisch erschienen mehr als zwanzig Gedichtbände von ihr. Ihre Texte wurden in mehrere Sprachen übertragen. Ins Deutsche existieren Übertragungen von Jan Kuhlbrodt und Jorgos Kartakis. 2017 erschien auf Deutsch der Band Die Engel sind die Huren des Himmelreichs. Gedichte, übersetzt von Jorgos Kartakis und Dirk Uwe Hansen mit einem Nachwort von Spyros Aravanis. Leipzig: Reinecke & Voß, 2017

## Auszeichnungen
- 1962: Preis der Stadt Genf für Lyrik
- 1985 und 2012: griechischer Nationalpreis für Lyrik
- 2014 Großer Literaturpreis (Μεγάλο Βραβείο Γραμμάτων)[4]

## Werke (Auszug)
Nachfolgend ein Auszug der Werke Angelaki-Rookes, die in Atmen lang von Babel her, herausgegeben von Gregor Laschen, lyrisch übersetzt wurden:
- Στον κουρέα (Beim Frisör)
- Αλλαγές (Änderungen)
- Η ύλη μόνη (Das Ding für sich)
- «Σιγά μην τρέμεις ...» (Ganz ruhig bleiben)
- «Σιγά μην τρέμεις ...» (Bleib ruhig)
- Ο σκίουρος απαντάει στη γυναίκα (Das Eichhorn antwortet der Frau)
- Το κόκκινο φεγγάρι (Roter Mond)
- Το μπλε του Βερμίρ (Vermeers Blau)
- Το μπλε του Βερμίρ (Das Blaue Vermeers)